# 로라 앤 케슬링
로라 앤 케슬링(Laura Ann Kesling, 2000년 2월 25일 ~ )은 미국의 배우, 텔레비전 배우, 영화배우이다.
스코츠데일에서 태어났다.

## 영화
- 위너 도그 내셔널즈 (2013년)
- 더 위시 리스트 (2010년)
- 더 미들 시즌1 (2009년)
- 베드타임 스토리 (2008년) - 보비 역